# Transgression (película de 2011)
Transgression es un thriller español de 2011 dirigido por Enric Alberich.

## Personajes
- Michael Ironside como Matthew.
- Maria Grazia Cucinotta como Elena.
- Fabio Fulco como Ivaylo.
- Carlos Bardem como Carlos.
- Jonathan Keltz como David.
- Yon González como Helio.
- Ivana Miño como Tanya.
- Brendan Price como Geoffrey.

## Argumento
Matthew, empresario con turbios negocios en la construcción, vive con su segunda mujer, Elena, en una moderna vivienda en Barcelona. Su hijo David, fruto de su anterior matrimonio, está de visita en casa. Él y su madrastra no mantienen buenas relaciones. Una noche, cuatro atracadores entran en el domicilio buscando la caja fuerte y haciendo gala de una gran brutalidad.